# استات آهن (III)
استات آهن(III) (به انگلیسی: Iron(III) acetate) با فرمول شیمیایی C۱۴H۲۷Fe۳O۱۸ یک ترکیب شیمیایی با شناسه پاب‌کم ۱۶۴۸۸۷ است. که جرم مولی آن 233 g/mol می‌باشد. شکل ظاهری این ترکیب، پودر قهوه‌ای و قرمز است.